# 巴爾韋德鎮區 (堪薩斯州索姆奈縣)
巴爾韋德鎮區（英語：Valverde Township）為美國堪薩斯州索姆奈縣轄下的鎮區。2010年美国人口普查中此鎮區人口有117人。

## 地理
巴爾韋德鎮區涵蓋總面積為93.3平方（36.04平方英里），其中陸地面積為92.6平方（35.76平方英里），水域面積為0.73平方（0.28平方英里）或0.78%。

## 人口統計
根據2010年美國人口普查，巴爾韋德鎮區人口有117人，其中男性有57人，女性有60人，人口密度為每平方公里1.25人，住房計61戶。鎮區內的白人有115人，非裔美國人有0人，美洲原住民有2人，亞裔美國人有0人，太平洋島裔美國人有0人，其他種族有0人，混血種族則有0人。此外鎮區內有0人為西班牙裔或拉丁裔美國人。此鎮區之年齡中位數為52.8歲，而男性年齡中位數為53.5歲，女性年齡中位數為51.5歲。